# Bitwa pod Hamą (2012–2013)
Treść tego artykułu od 2013-06 może nie być zgodna z zasadami neutralnego punktu widzenia,
ponieważ artykuł ma bardzo jednostronny wydźwięk, opiera się na przesadnych doniesieniach samych rebeliantów; od tej pory wyszło na jaw że np. masakra w Akrabie mogła być dziełem samych rebeliantów.
Dokładniejsze informacje o tym, co należy poprawić, być może znajdują się w dyskusji tego artykułu.
 Po wyeliminowaniu niedoskonałości należy usunąć szablon [[Szablon:Dopracować|]] z tego artykułu.
Bitwa pod Hamą – walki na froncie pod Hamą między syryjskimi siłami opozycyjnymi a armią rządową w latach 2012–2013, podczas wojny w Syrii.

## Hama podczas wojny domowej
Na początku powstania syryjskiego, które wybuchło 15 marca 2011 w Hamie dochodziło do antyrządowych wystąpień. Było to jedno z tych miast, gdzie demonstracje były najintensywniejsze i najliczniejsze. W związku z tym w lipcu 2011 wojsko syryjskie przystąpiło do oblężenia Hamy, które zakończyło się masakrą ramadanową z 31 lipca 2011. Podczas pacyfikacji zabito ponad 100 cywilów, co wywołało międzynarodowe potępienie syryjskiego reżimu i formowanie się zbrojnych grup opozycyjnych.
Z uwagi, iż Hama była kontrolowana przez wojsko narodowe, rzadko dochodziło tam do walk. 6 czerwca 2012 alawicka milicja szabiha dokonała w sunnickich wioskach Al-Kubajr i Maazarif, gdzie zamordowano 78 cywilów. 12 lipca 2012 wojsko dokonało masakry w wiosce At-Trimsa, gdzie zabito 150 cywilów. Z kolei największe straty siły syryjskie poniosły 5 listopada 2012, kiedy islamiści z Dżabhat an-Nusra wysadzili w powietrze wojskowy punk kontrolny pod Hamą. Zginęło wówczas 50 żołnierzy.
11 grudnia 2012 podczas walk Wolnej Armii Syrii z milicją szabiha i armią w wiosce Akrab dopuszczono się masakry ok. 150 cywilów, uprzednio wykorzystywanych przez stronę rządową jako żywe tarcze przed atakami rebeliantów. Dokonana masakra w Akrab była przyczyną do rozpoczęcia przez rebeliantów ofensywy pod Hamą. Pierwsza faza polegała na oczyszczeniu przedpola Hamy, by następnie podjąć szturm na miasto.

## Ofensywa rebeliantów
16 grudnia 2012 pułkownik Kassem Saadeddin ogłosił wojskowy plan ofensywy w muhafazie Hama. Dał siłom syryjskim 48 godzin (do godz. 13:00, 18 grudnia 2012) na wycofanie z muhafazy. Armia nie zareagowała na żądanie, toteż rebelianci przystąpili do ofensywy. Jeszcze w czasie trwania ultimatum rebelianci usunęli kontyngenty żołnierzy z miejscowości Halfaja, Kafr Nabuda, Mughir, Hajalin, Hasraja i Szejk Hadid pod Hamą. Następnie walki przeniosły się na autostradę M5 między Hamą i Chan Szajchun. Z kolei odcinek między Chan Szajchun i Maarrat an-Numan został zajęty po październikowej operacji.
18 grudnia 2012 bojownicy zdobyli wioski Tajbat al-Imam i Kafr Zajta. Do 19 grudnia 2012 rebelianci kontrolowali wszystkie obszary wiejskie na północ od Hamy, w tym miasto Kernaz, dzięki czemu mogli podjąć szturm na miasto. W dniach 16-21 grudnia 2012 pod Hamą zginęło 50 rebeliantów oraz 47 żołnierzy. 23 grudnia 2012 doszło do walk w mieście Morek po tym, jak wysłano do niego z Hamy pojazdy opancerzone. Rebelianci zniszczyli kilka czołgów.
Także 23 grudnia 2012 w zajętym przez rebeliantów mieście Halfaja 25 km na północ od Hamy, rozegrała się masakra. Lotnictwo zbombardowało cywilów oczekujących przed piekarnią na chleb. W kolejce czekało nawet 1000 osób. W nalocie zginęły 94 osoby, z kolei Al-Arabija donosiła nawet o 300 zabitych cywilach w nalocie. Masakra w Halfai zbiegła się z wizytą mediatora ONZ Lakhdara Brahimiego w Damaszku. Brahimi miał nadzieję na dyplomatyczne rozwiązanie konfliktu, jednak kolejna masakra popełniona przez siły reżimowe trwoniła te wysiłki. Po masakrze w Halfajji setki ludzi uciekło z muhafazy Hama, a 24 grudnia 2012 stamtąd 700 osób z przekroczyło przejście graniczne z Turcją w Cilvegozu.

Najdalszy zasięg rebeliantów na froncie z 25 grudnia 2012 i sytuacja po upadku Kernaz z 7 lutego 2013

Tymczasem dzień po masakrze, syryjscy rebelianci razem islamistami z ugrupowań Dżabhat an-Nusra i Ahrar asz-Szam zajęli miasto Ma'an po zaciętych walkach z wojskiem i milicjami prorządowymi. Zginęło 20 żołnierzy. Atakujący rebelianci byli ostrzeliwani z powietrza co spowodowało śmierć 11 bojowników. Partyzanci zdołali zestrzelić jedną maszynę i zniszczyć dwa czołgi. Walki trwały także w miejscowości Morek, gdzie rebelianci stawili w walnej walce czoła regularnej armii. Do 25 grudnia 2012 po pięciu dniach bombardowania, zniszczeniu uległo 60% powierzchni miasta. 26 grudnia 2012 rebelianci zestrzelili dwa myśliwce na przedmieściach Hamy. 27 grudnia 2012 bojownicy zdobyli kontrolę nad wojskowymi punktami kontrolnymi Mharda i Janan pod Hamą. Zestrzelono wówczas jeden samolot. 15 osób zginęło w ostrzale miast Latamna, Kafarzeita i Morek. 30 grudnia 2012 na przedmieściach Hamy bojownicy zestrzelili rządowy samolot bojowy MiG. Lotnictwo ostrzeliwało wówczas dzielnicę Kafrnbuda.
1 stycznia 2013 siły rządowe i alawickie bojówki w mieście Ma'an dokonały masakry na sunnickich rodzinach. Od ciosów zadanych nożami zginęły 23 osoby, a wśród spalonych ciał było również siedmioro dzieci.

## Kontrofensywy sił rządowych na froncie pod Hamą
21 stycznia 2013 na obrzeżach Hamy doszło do wybuchu samochodu-pułapki w wyniku czego zginęło 50 członków milicji prorządowej. Dzień później armia rozpoczęła kontrofensywę, która miała odepchnąć rebeliantów z zajętych przez nich terenów. 1500 żołnierzy i 100 czołgów armii pancernej skoncentrowało się na odbiciu miasta Kernaz. Udało się to po 16 dniach walk, 7 lutego 2013. W międzyczasie armia przejęła kontrolę nad Hajalinem, Kafr Nabuda i Mughirem.

Ofensywa armii rządowej pod Hamą na przełomie maja i czerwca 2013

10 maja 2013 lotnictwo syryjskie zbombardowało miasto Halfaja pod Hamą. Naloty odbyły się po tym, jak rebelianci nie spełnili ultimatum wystosowanego przez reżim. Żądano wycofania rebeliantów z miasta do końca 9 maja 2013. Ultimatum postawiono po tym, jak bojownicy 25 kwietnia 2013 podjęli nieudany szturm na Hamę. Wobec niewypełnienia ultimatum doszło do nalotów na Halfaję w których zginęło 25 osób. Było to pogwałcenie rozejmu w mieście zawartego po masakrze w Halfajji, kiedy to pod koniec grudnia 2012 w nalocie na piekarnię zginęło 90 osób. Po nalotach dziesiątki cywilów rozpoczęło ucieczkę z miasta forsując rzekę, gdyż chodziły pogłoski, iż siły rządowe szykują się do lądowej agresji i rzezi.
Szturm na Halfaję wojsko podjęło 19 maja 2013. Był to początek nowej ofensywy armii. Po zaciętej walce wyparto rebeliantów z miasta. Idąc za ciosem 1 czerwca 2013 syryjska armia atakowała wioski pod Hamą kontrolowane przez rebeliantów. W ciągu dwóch tygodni natarcia, siły rządowe przejęły kontrolę nad 20 wioskami w okolicach Hamy, odpychając rebeliantów na dziesiątki kilometrów od bram miasta i zabezpieczając je przed ewentualnym szturmem.

## Następstwa
Ponowne ciężkie walki toczono w 2014 wokół miasta Chan Szajchun. Swoją aktywnością wykazali się tam islamiści, którzy usiłowali przejąć kontrolę nad miastem Murik, leżącym na strategicznej autostradzie M5 między Hamą i Chan Szejchun. Długotrwałe walki rozlały się również na pobliskie miasta, które przechodziły z rąk do rąk. Ostatecznie najważniejsze miasta frontu centralnego z pogranicza muhafaz Hama i Idlib pozostały w rękach syryjskich bojowników i współpracujących z nimi islamistów.
Po sukcesach w trakcie walk na froncie centralnym i obronie Muriku, sunniccy rebelianci skierowali swoje uderzenie na południe w kierunku miasta Hama. Celem natarcia było lotnisko Hama, przy którym znajdowała się manufaktura w której produkowano bomby, używane przez Syryjskie Arabskie Siły Powietrzne w całym kraju.